# The Invincible
The Invincible – komputerowa gra przygodowa stworzona przez Starward Industries i wydana przez 11 bit studios na Windows, Xbox Series X/S i PlayStation 5. Premiera odbyła się 6 listopada 2023 roku. Gra została zrealizowana na podstawie powieści Niezwyciężony Stanisława Lema.
Gra opowiada o grupie naukowców prowadzących międzygwiezdną misję badawczą. Po wylądowaniu na planecie Regis III załoga rozdziela się i traci ze sobą kontakt.
The Invincible zebrała mieszane recenzje, zdobywając pochwały za opowiedzianą historię i oprawę wizualną. Negatywnie oceniono liniowość i wolne tempo rozgrywki oraz małą ilość elementów pobocznych.

## Rozgrywka
The Invincible to gra przygodowa przedstawiona z perspektywy pierwszej osoby, akcja rozgrywa się na fikcyjnej planecie Regis III. Gracz wciela się w Yasną, astrobiolożkę, która budzi się nie pamiętając poprzednich wydarzeń. Gracz eksploruje powierzchnię nieznanej planety w celu odkrycia losu innych członków załogi. Yasna, używając radia może kontaktować się z astrogatorem przebywającym w statku na orbicie planety. W dalszym etapie rozgrywki bohaterka ma możliwość poruszania się pojazdami. Wraz z postępem w grze, gracz odblokowuje kolejne strony komiksu streszczającego opowiedzianą historię.

## Produkcja
Prace nad grą rozpoczęły się w 2018 roku, kiedy to powstała krakowska firma Starward Industries składająca się z 12 osób. Oficjalna zapowiedź miała miejsce we wrześniu 2020 roku. W czerwcu 2022 roku polski wydawca 11 bit studios (This War of Mine, Frostpunk) ogłosił współpracę ze Starward Industries.